# Torneo de Arcos de Valdevez

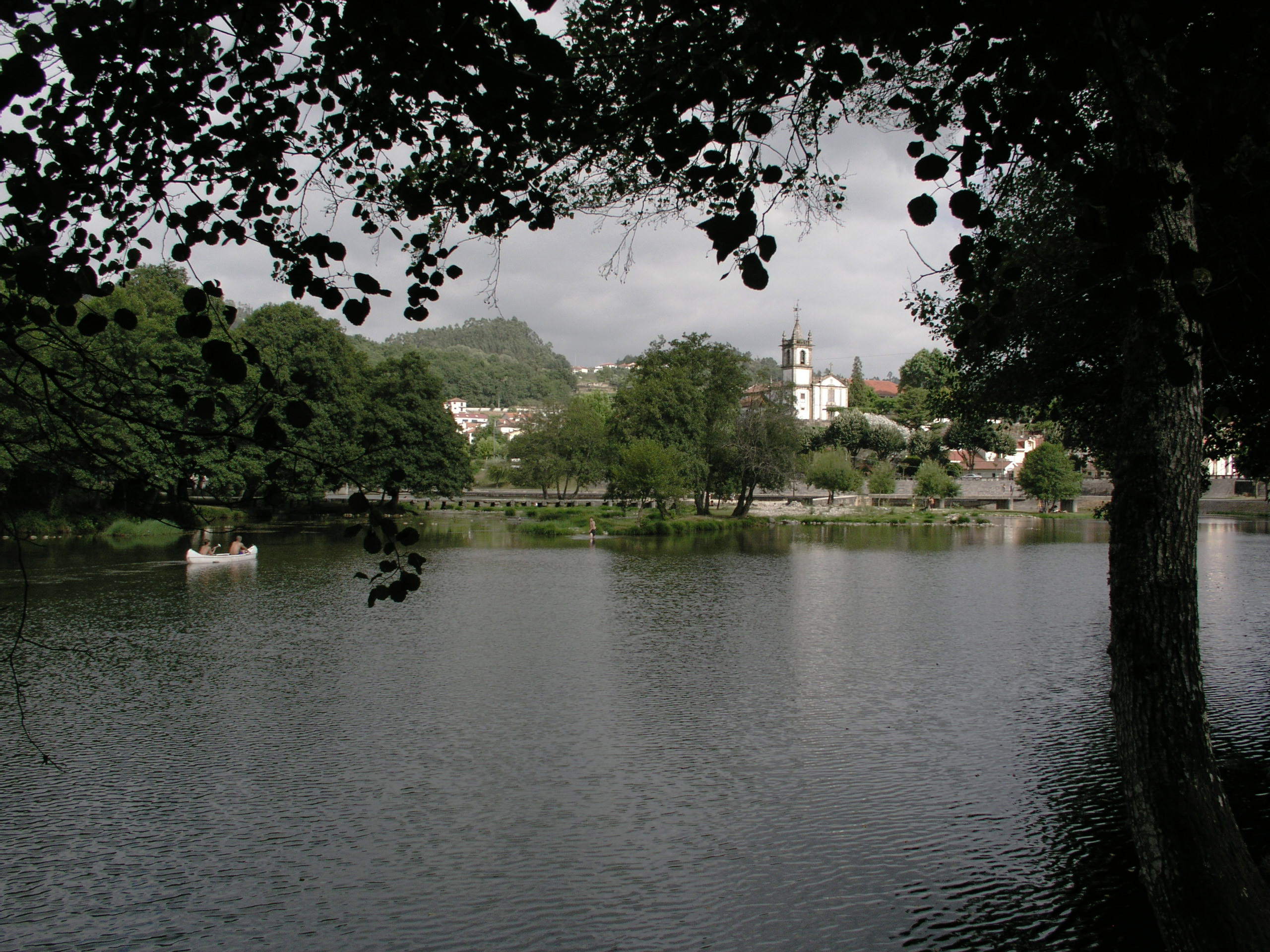
El Vez a su paso por Arcos de Valdevez.

Torneo de Arcos de Valdevez o batalla de Valdevez son denominaciones historiográficas de un enfrentamiento bélico entre los reinos de León y de Portugal, en el contexto de la independencia de este, hasta entonces un condado de aquel. El enfrentamiento tuvo lugar en la llamada Veiga da Matança ("vega de la matanza") a orillas del río Vez (un afluente del río Limia) en las proximidades de Arcos de Valdevez. Su fecha no está determinada con precisión, pero se sitúa en torno a 1140 o 1141. El armisticio al que se llegó tras el enfrentamiento (también conocido como acuerdo de Valdevez o tregua de Valdevez) está considerado como el precursor del Tratado de Zamora de 1143.

## Historia
Alfonso I de Portugal (Afonso Henriques), que había comenzado a titularse rex Portugalensium tras su victoria frente a los musulmanes en la batalla de Ourique (1139), rompió las condiciones del Tratado de Tuy de 1137 e invadió Galicia. En respuesta, Alfonso VII de León el emperador entró en Portugal y arrasó los castillos que encontró a su paso, bajando las montañas del Soajo en dirección a Valdevez. Una parte de las fuerzas imperiales se separó imprudentemente del grueso de la expedición, y los portugueses consiguieron capturar al conde Ramiro Froilaz, a Ponce Giraldo de Cabrera y a los hermanos Fernando y Bermudo Pérez de Traba.
Alfonso VII acampó en un lugar conocido como Pena da Rainha, (peña de la reina) Portela de Vez; mientras que Alfonso I lo hizo en un lugar alto, separado del campamento leonés por un valle. Para evitar una batalla campal, se acordó celebrar un bufurdium (bohordicum, bafordo, bohordo, torneo o justa), conforme al uso de la caballería medieval, donde se enfrentaron los mejores caballeros de ambos bandos. La suerte de las armas cayó del lado portugués; y reconocida su victoria, se negoció el intercambio de prisioneros entre ambas partes.
Las fuentes medievales que narran los hechos son, por el lado leonés, la Chronica Adefonsi imperatoris, y por el lado portugués, el Chronicon Lusitanum. Para Philippe Contamine, Valdevez ejemplifica la tendencia de las batallas feudales a convertirse en "una suerte de gran torneo, medio serio, medio frívolo".

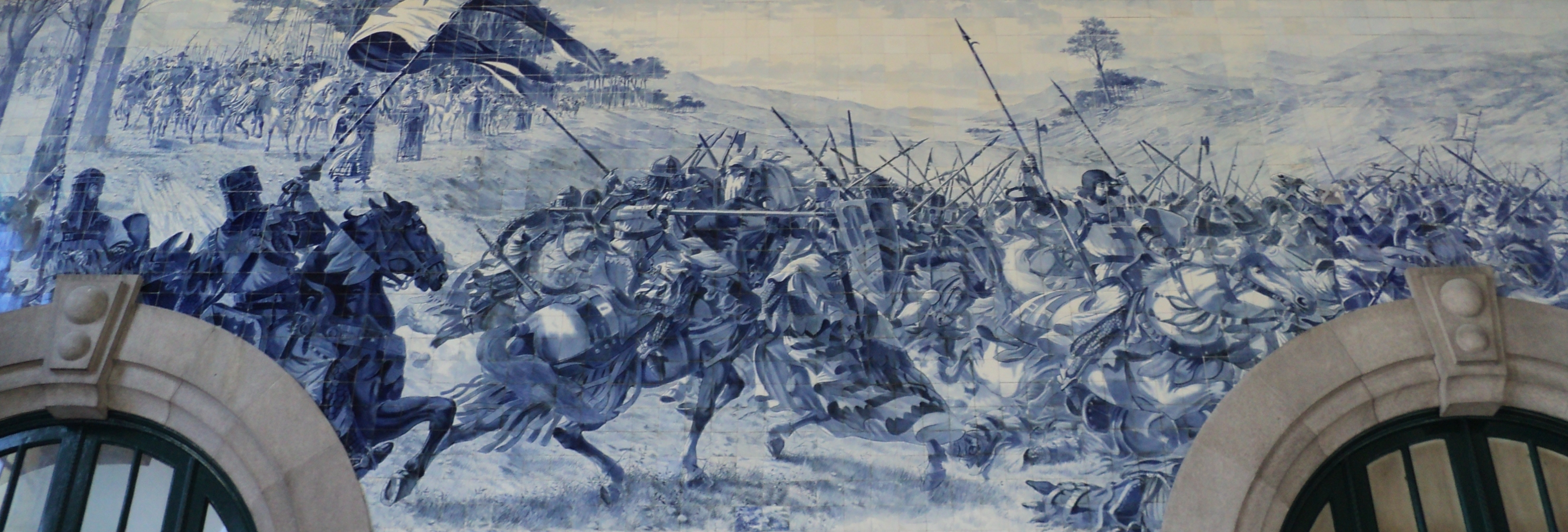
Azulejos conmemorativos.

En la Estação de São Bento (Estación de San Bento, Oporto) el hecho es conmemorado en un panel de azulejos; mientras que en la localidad de Arcos de Valdevez se levanta un monumento conmemorativo, obra del escultor José Rodrigues, y un marco evocativo al pie del Museu de Arcos de Valdevez.